# Parafia Miłosierdzia Bożego w Obrowie
Parafia Miłosierdzia Bożego w Obrowie - rzymskokatolicka parafia położona we wsi Obrowie. Administracyjnie należy do diecezji włocławskiej (dekanat lubicki). 
Odpust parafialny odbywa się w 2 niedzielę wielkanocną - Niedzielę Miłosierdzia Bożego.

## Duszpasterze
- proboszcz: ks. prał. dr hab. Tadeusz Lewandowski (od 2007) - wicedziekan dekanatu lubickiego

## Kościoły
- kościół parafialny: Kościół Miłosierdzia Bożego w Obrowie